# Ampliación Gabriel Tepepa, Tlaquiltenango
Ampliación Gabriel Tepepa är en ort i Mexiko.   Den ligger i kommunen Tlaquiltenango och delstaten Morelos, i den sydöstra delen av landet, 90 km söder om huvudstaden Mexico City. Ampliación Gabriel Tepepa ligger 940 meter över havet och antalet invånare är 322.
Terrängen runt Ampliación Gabriel Tepepa är kuperad åt sydost, men åt nordväst är den platt. Runt Ampliación Gabriel Tepepa är det tätbefolkat, med 319 invånare per kvadratkilometer. Närmaste större samhälle är Tlaquiltenango, 0,85 km söder om Ampliación Gabriel Tepepa. I omgivningarna runt Ampliación Gabriel Tepepa växer huvudsakligen savannskog.